# Чемпионат Непала по волейболу среди женщин
Чемпионат Непала по волейболу среди женщин — ежегодное соревнование женских волейбольных команд Непала. Организаторами являются Волейбольная ассоциация Непала (непальск. नेपाल भलिबल संघ; англ. Nepal Volleyball Association — NVA) и (с 2013 года) Женская волейбольная лига NVA (англ. NVA Women’s Volleyball League — NVA WVL). Проходит в летнее время в одном городе в течение нескольких дней.
В сентябре—октябре 2024 года также прошёл первый чемпионат вновь образованной Женской волейбольной лиги Эверест (англ. Everest Women’s Volleyball League — EWVL).

## Формула соревнований

### NVA WVL
Чемпионат Непала в рамках волейбольной лиги NVA в сезоне 2024 года проходил с 1 по 8 июня в Катманду и включал два этапа — предварительный и финальный. На предварительной стадии 6 команд играли в один. По его итогам лучшие две команды вышли в финал, где разыграли первенство. Команды, занявшие 3—4-е места, в матче за 3-е место определили бронзового призёра.
В чемпионате 2024 приняли участие 6 команд: «Эверест» (Катманду), «Непал Полис» (Катманду), «АПФ Клаб» (Катманду), «Непал Арми» (Катманду), «Нью-Даймонд» (Катманду), «Карнали Провинс» (Бирендранагар). Чемпионский титул выиграла команда «Непал Полис», победившая в финале «Эверест» 3:2. 3-е место занял «АПФ Клаб».

### EWVL
1-й чемпионат в рамках Волейбольной лиги Эверест в сезоне 2024 года проходил с 30 сентября по 5 октября в Катманду и включал предварительный раунд и финал. На предварительной стадии 6 команд играли в один. По её итогам лучшие две команды вышли в финал, где разыграли первенство. 
В чемпионате 2024 приняли участие 6 команд: «Карнали Яшвис» (Бирендранагар), «Лалитпур Куинз» (Лалитпур), «Катманду Спайкерс» (Катманду), «Гандаки Тандерс» (Покхара), «Читван Шакти» (Бхаратпур), «Мадхеш Юнайтед» (Биргандж). Чемпионский титул выиграла команда «Карнали Яшвис», победившая в финале «Лалитпур Куинз» 3:2. 3-е место заняла «Катманду Спайкерс».

## Чемпионы (NVA WVL)
- 2013 «АПФ Клаб»[1] Катманду
- 2014 «АПФ Клаб» Катманду
- 2015 чемпионат не состоялся
- 2016 «Нью-Даймонд» Катманду
- 2017 чемпионат не состоялся
- 2018 «АПФ Клаб» Катманду
- 2019 чемпионат не состоялся
- 2020 чемпионат отменён
- 2021 «Нью-Даймонд» Катманду
- 2022 «Нью-Даймонд» Катманду
- 2023 «Непал Полис» Катманду
- 2024 «Непал Полис» Катманду